# Purda (jezioro)
Purda (także Purdy, Jezioro Purdzkie, niem. Purden See) – jezioro w Polsce położone w woj. warmińsko-mazurskim, w powiecie olsztyńskim, w gminie Purda. Ma powierzchnię 86,6 ha. Średnia głębokość zbiornika wynosi 9,1 m, przy maksymalnej głębokości 31,6 m.
Jezioro położone jest w odległości około 2 km od Purdy. Długość linii brzegowej wynosi 4,4 km. Porośnięte na przeważającej długości lasami brzegi są wysokie, w niektórych miejscach strome. Od północy do jeziora dochodzą pola i łąki.
Nad jeziorem rozgrywa się część akcji powieści Pietrek z Puszczy Piskiej autorstwa Igora Sikiryckiego.